# Airaphilus carpetanus
Airaphilus carpetanus là một loài bọ cánh cứng trong họ Silvanidae. Loài này được Heyden miêu tả khoa học năm 1870.